# E73
La ruta europea E73 és una carretera que forma part de la Xarxa de carreteres europees. Comença a Budapest (Hongria) i finalitza a Metković (Croàcia). Té una longitud de 684 km. Té una orientació de nord a sud i passa per Hongria, Croàcia, Bòsnia i Hercegovina i Croàcia.